# Journal of the History of Biology
Das Journal of the History of Biology ist eine seit 1968 erscheinende englischsprachige wissenschaftliche Fachzeitschrift mit Peer-Review für die Geschichte der Biologie. Sie wird von dem US-amerikanischen Wissenschaftshistorikerinnen Karen A. Rader und Marsha L. Richmond herausgegeben und erscheint vierteljährlich im Verlag Springer Science+Business Media.

## Zielsetzung
Das Journal of the History of Biology veröffentlicht Arbeiten zur Geschichte der Biologie, einschließlich ihrer Beziehungen zur Philosophie und Soziologie. Obgleich ein zeitlicher Rahmen nicht festgelegt ist, behandeln die meisten erschienenen Aufsätze Themen des 19. und 20. Jahrhunderts.
Während der gesamten Geschichte der Zeitschrift waren die Herausgeber bestrebt, junge Wissenschaftler am Beginn ihrer Karriere zu fördern und fremdsprachige Autoren zu unterstützen. Beide Anliegen wurden und werden mit einem Aufwand betrieben, der deutlich über ein gewöhnliches Peer-Review hinausgeht. Zu den Autoren gehörten neben Neulingen stets auch herausragende und bekannte Vertreter der Biologie, Wissenschaftsphilosophie und Wissenschaftsgeschichte. Schon im ersten Jahrgang erschienen Beiträge von Ernst Mayr und Stephen Jay Gould.

## Geschichte
Die erste Ausgabe des seinerzeit halbjährlich erscheinenden Journal of the History of Biology erschien 1968 bei der Harvard University Press. Erster Herausgeber war der Biologe und Wissenschaftshistoriker Everett Mendelsohn, der diese Funktion mehr als 30 Jahre lang ausübte und nach einigen Jahren von Shirley Roe zunächst als Assistentin und ab 1989 als Mitherausgeberin unterstützt wurde. 1999 wurde Garland E. Allen Herausgeber, mit Jane Maienschein als Mitherausgeberin. Paul Lawrence Farber folgte 2006 und Michael R. Dietrich war von 2012 bis 2017 Herausgeber. 2018 wurde Dietrich von Karen A. Rader und Marsha L. Richmond abgelöst.
1974 gab die Harvard University Press die Herausgabe von Zeitschriften auf. Das Journal of the History of Biology erschien seither bei der D. Reidel Publishing Company in Dordrecht und nach mehreren Unternehmensfusionen zunächst bei Wolters Kluwer und seit 2004 bei Springer Science+Business Media.
Seit dem Jahr 2017 vergibt das Journal of the History of Biology alljährlich den Everett Mendelson Prize für einen innerhalb der drei letzten abgeschlossenen Jahrgänge der Zeitschrift veröffentlichten Artikel. Erste Preisträgerin war Rachel Mason Dentinger mit ihrem 2016 veröffentlichten Essay Patterns of Infection and Patterns of Evolution: How a Malaria Parasite Brought ‘‘Monkeys and Man’’ Closer Together in the 1960s.

## Kritik
Bereits anlässlich der ersten Ausgabe des Journal of the History of Biology wies der US-amerikanische Medizinhistoriker Theodore M. Brown in einer ansonsten überaus positiven Rezension im American Scientist darauf hin, dass kein einziger Beitrag sich mit dem frühen 19. Jahrhundert befasste. In einer 1990 veröffentlichten Rezension übte der kanadische Wissenschaftshistoriker John Farley scharfe Kritik an der Zeitschrift. Er stellte fest, dass das Journal of the History of Biology sich seit seinen ersten Ausgaben im Übermaß mit Charles Darwin und dem Darwinismus beschäftige. Ein Drittel der Beiträge und der gesamte Jahrgang 1982, zu Darwins 100. Todesjahr, entstammten diesem Themenbereich und ein steigender Anteil der Beiträge scheine nur dem Zwiegespräch der Darwinforscher gewidmet. Während der 1980er Jahre sei jeweils nur ein Beitrag zur Meeresbiologie und zur Ethologie erschienen, und Autoren von Beiträgen mit Bezug zur Medizin würden anderswo veröffentlichen. Auch die Botanik und die Ökologie seien lange Zeit vernachlässigt worden, und das Journal of the History of Biology schreibe weiter an der Geschichte biologischer Konzepte und habe die Hinwendung der Wissenschaftsgeschichte zu soziologischen Zusammenhängen verpasst.
Zum Erscheinen des fünfzigsten Jahrgangs führte eine Gruppe von Wissenschaftlern der Arizona State University eine aufwändige Analyse aller im Journal of the History of Biology veröffentlichten Artikel durch, die eine Untersuchung der geografischen, taxonomischen und thematischen Schwerpunkte beinhaltete. In geografischer Hinsicht wurden die Herkunft der Autoren und – soweit das möglich war – der inhaltliche Bezug der Artikel zu einzelnen Ländern untersucht. Es zeigte sich, dass die Zahl der Herkunftsländer der Autoren von der ersten mit neun Ländern bis zur fünften und letzten Dekade mit 24 Herkunftsländern deutlich anstieg. Dennoch stammte über den gesamten Beobachtungszeitraum die große Mehrheit der Artikel von Autoren aus den Vereinigten Staaten und dem Vereinigten Königreich, und nur eine sehr geringe Zahl von Autoren aus Asien, Australien und Afrika. Ein ähnliches Bild lieferte die Untersuchung der Inhalte und ihres Bezugs zu einzelnen Ländern. Über den gesamten untersuchten Zeitraum dominierte das Vereinigte Königreich die Inhalte, dicht gefolgt von den Vereinigten Staaten. Erst in der jüngeren Vergangenheit erfolgte eine stärkere Berücksichtigung anderer europäischer Länder, während die biologische Forschung in anderen Kontinenten als Europa und Nordamerika nach wie vor stark unterrepräsentiert ist.